# サント・スピリト聖堂
サント・スピリト聖堂（サント・スピリトせいどう、イタリア語：Basilica di Santo Spirito）は、初期ルネサンスの教会である。イタリアのフィレンツェ、アルノ河沿いにあり、建造期間は1441年から1487年。ブルネレスキが設計を行った。建造の途中でブルネレスキは亡くなっており、彼の後継が建造を引き継いだ。後継者の建造期間に計画の変更があり、完成した聖堂にはブルネレスキの設計と異なっている箇所が見られる。

## 概要
ブルネレスキ時代
サント・スピリト聖堂の地には元々、13世紀に建造されたアウグスティアーノ修道院の聖堂が存在していた。1428年に聖堂の教区の有力者達が古い聖堂の改築を発議し、1434年にブルネレスキに仕事を依頼した。（ただし、この古い聖堂は1471年の火災で焼失している。）
ブルネレスキ後
フィリッポ・ブルネレスキ|ブルネレスキが1446年に亡くなると、工事の引継ぎを、1460年までをアントーニオ・マネッティ、1461年から1471年までをジョヴァンニ・ダ・ガイオーレ、1471年から1482年までをジョヴァンニ・ダ・マリアーノ（通称ロ・スコルバッチァ）、1482年から1486までウィサルヴィ・ダンドレアが行った。
この後継の工匠達により、ブルネレスキの計画に変更が加えられている。（ジュリアーノ・ダ・サンガッロによるブルネレスキの当初の計画を描いたとされる平面図がヴァチカン図書館に保管されている。）例えば、外回りの壁は、当初計画では建物全周にわたって取り付けられた半円形ニッチの輪郭をそのまま外に表す、つまり聖堂の外郭線は半円形の壁が連続する奇妙な形にあるはずであった。実物は真っ直ぐな壁でふさがれている。また、ファサードについては、ブルネレスキの計画では4つの入り口を設けるという斬新な計画であったが、実物は伝統的な３つの入り口となっている。
このような変更は、ブルネレスキの計画方法が持つ、一部を改変すると全体に影響を及ぼしてしまう性格を後継者達が理解できていなかったためであると言われている。変更を加えたために完成物が当初のブルネレスキによるコンセプトから離れてしまったことを批判する意見もある

## 建築
円柱はコリント式であり、サン・ロレンツォのものより古代の規範を反映している。円柱は側廊では壁に埋め込まれた半円柱の形で繰り返されている。袖廊の出隅には四分の三円柱さえ見られ、ここで構造壁に取り込まれた円柱として認識される。エンタブレチュア
（柱頭とアーチを媒介する部分）の装飾は削ぎ落とされており、パンテオン内陣に類似している。ブルネレスキは1432年頃にドナッテロとローマに行き、古代遺蹟の研究を行っていたと言われている。ローマで受けた古典の影響が、ローマ後に設計したサント・スピリト聖堂に表れていると考えられる。
また、聖堂の祭室の半円形ニッチの形が際室入口の半円柱に対する反曲線として繰り返されており、それが身廊の円柱と対応している。また、聖堂内部の比例が調整されており、アーケードとクリアストーリーの高さの比例が等しい、つまり両者の高さが同じになっている。